# Hi8

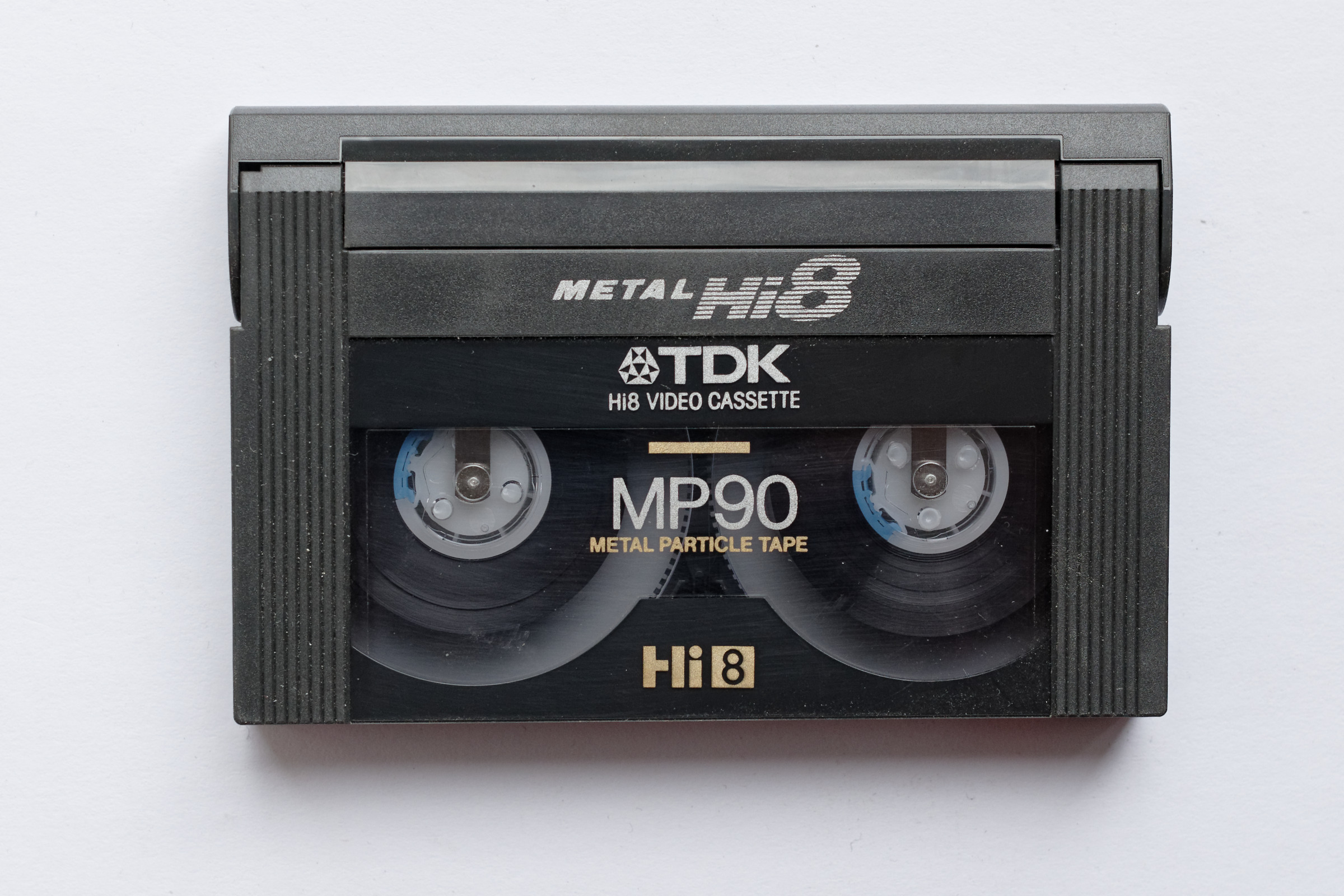
Imagen de TDK metal particle Hi8 video cassette

Hi8 es un tipo de cinta magnética similar a la de S-VHS en calidad. No ya en tamaño, ya que es un poco más pequeña haciéndola más manejable y portable (véase MDM).
Estas cintas fueron introducidas por Sony a principios de los años 1990 como mejora de la calidad de las cintas Video8 originales.
Hi8 significa por sus siglas en inglés Banda ancha de 8mm (High-Band 8mm)
Este tipo de cinta contiene características que la hacen superior a la cinta Video8, como es su banda para audio digital PCM y su mejora de líneas de resolución al momento de la grabación que sube de las 200 del Video8 a 420 líneas (560x480 pixeles en términos digitales).
Las cámaras Hi8 tienen un coste ligeramente mayor al de las Video8 regulares, pero lo compensan con su gran calidad de audio y video.
Ciertas cintas de video Hi8 de 120 minutos también pueden ser utilizadas en cámaras Digital8 pero a 60 minutos ya que el nivel de calidad y almacenaje en digital es mayor.
Las cintas de almacenamiento de datos son usadas (por ejemplo) para realizar copias de seguridad bajo 
mecanismos robotizados, superando así a cualquier medio de almacenamiento moderno, debido 
principalmente a su bajo coste y a su capacidad de almacenamiento masiva.

## Películas en este formato
Este formato, debido a su gran calidad y bajo coste, se ha utilizado para realizar películas de bajo presupuesto, documentales, etc.
Una de las películas más famosas rodada en este formato es "El proyecto de la bruja de Blair", cuyas tomas a color fueron grabadas con una videocámara RCA de Hi8
- Datos: Q2302273
- Multimedia: Hi8 / Q2302273